# Glycogénose type 1
La glycogénose  de type 1, aussi appelée maladie de Von Gierke, est une maladie génétique du métabolisme des glucides aboutissant à une accumulation de glycogène dans le foie et les reins entraînant une hépatomégalie et une augmentation du volume des reins (néphromégalie). 

## Typologie
La glycogénose  de type 1 se divise en type 1a par mutation du gène G6PC dans 80 % des cas et type 1b dans 20 % par mutation du gène SLC37A4.

## Manifestations
En l'absence de traitement, cette pathologie se manifeste parfois par des hypoglycémies sévères à la naissance mais le plus souvent ces manifestations hypoglycémiques surviennent entre trois et quatre mois de vie s'accompagnant d'anomalies biologiques comme une acidose lactique, une hyperlipidémie et une hyperuricémie. Souvent les manifestations hypoglycémiques surviennent après un repas.
Les enfants atteints présentent un visage de poupée avec des membres fins, une petite taille et un abdomen proéminent. Des lipomes et une diarrhée sont parfois rencontrés.
Les manifestations hémorragiques sont habituelles en rapport avec des anomalies plaquettaires. La glycogénose type 1b (Mutation du gène SLC37A4) s'accompagne d'une neutropénie souvent remarquée vers deux ans de vie et se manifeste par des infections bactériennes à répétition.

## Évolution
En l'absence de traitement, la vie des individus atteints s'accompagne d'une croissance insuffisante, d'une ostéoporose, d'une puberté retardée, de goutte, de manifestations rénales, d'insuffisance pancréatique et d'hypertension artérielle pulmonaire.

## Traitement
La prise en charge de la maladie a fait l'objet de la publication de recommandations de l'« American College of Medical Genetics and Genomics » datant de 2014.
Un traitement fréquemment utilisé consiste à ingurgiter de petites quantités de fécule de maïs crue pour allonger la période de jeûne. Un type de fécule de maïs optimisé pour les patients atteints de glycogénose de type 1 est d'ailleurs vendu dans quelques pays.